# Collades de Dalt
Les collades de Dalt són unes collades situades vers els 1.191,9 metres d'altitud del terme municipal de Conca de Dalt (antic terme d'Hortoneda de la Conca), al Pallars Jussà.
Són al vessant nord-oriental del Montagut, i en el nord-occidental del Gallinova, en el camí que des del portell de Gassó davalla cap a la vall del riu de Carreu, a l'alçada d'Herba-savina. Una tercera collada que forma aquest entorn és el portell de Davall.
Hi passa la pista del Portell, que enllaça Abella de la Conca amb la vall de Carreu a través de cal Borrell i el portell de Gassó.
Al sud-oest de les collades de Dalt, en el camí de Sant Corneli, hi ha les collades de Baix, i al seu nord, entre les collades de Dalt i el riu de Carreu, la partida d'Estobencs.